# 特雷德威爾 (喬治亞州)
特雷德威爾（英語：Treadwell）是位於美國喬治亞州莫雷縣的一個非建制地區。該地的面積和人口皆未知。

## 地理
特雷德威爾的座標為34°47′00″N 84°52′15″W / 34.78333°N 84.87083°W，而該地的平均海拔高度為209米（即686英尺）。